# Национална парламентарна библиотека (Япония)
Националната парламентарна библиотека (на японски: 国立国会図書館) е националната библиотека на Япония. Нейното седалище е в Токио, но има и втори голям център в Киото, както и няколко по-малки клона в различни части на страната. Основана е през 1948 година на основата на библиотеките на двете камари на довоенния японски парламент. През 1949 година към Националната парламентарна библиотека е присъединена и Националната библиотека (старата Императорска библиотека), най-голямата в Япония дотогава.